# 미궁 속의 알리바이
《미궁 속의 알리바이》(영어: Her Alibi)는 미국에서 제작된 브루스 베리스퍼드 감독의 1989년 로맨틱 코미디 영화이다. 톰 셀릭 등이 출연하였고, 키스 배리시 등이 제작에 참여하였다.

## 출연진
- 톰 셀릭
- 폴리나 포리스코바
- 윌리엄 대니얼스
- 제임스 패런티노
- 허드 햇필드
- 빅터 아고
- 패트릭 웨인
- 테스 하퍼

## 기타 제작진
- 배역: 켄 칼슨
- 미술: 헨리 범스테드
- 의상: 앤 로스